# Ёвенка
Ёвенка — река в России, протекает по территории Ермишинского и Касимовского районов Рязанской области. Устье реки находится в 329 км по правому берегу реки Оки. Длина реки составляет 19 км.

## Данные водного реестра
По данным государственного водного реестра России относится к Окскому бассейновому округу, водохозяйственный участок реки — Ока от впадения реки Мокша до впадения реки Тёша, речной подбассейн реки — бассейны притоков Оки от Мокши до впадения в Волгу. Речной бассейн реки — Ока.
Код объекта в государственном водном реестре — 09010300112110000030114.